# Tom Mosquera
Tom Mosquera (6 de agosto de 1990 en Solihull) es un futbolista inglés nacionalizado neozelandés que juega como delantero en el Kiwi.

## Carrera
Comenzó su carrera en el Napier City Rovers, club que dejó en 2011 tras ser contratado por el YoungHeart Manawatu, una de las franquicias participantes de la ASB Premiership. En la temporada 2012/13 fue el goleador de su equipo con 7 tantos, aunque no pudo evitar el último puesto, posición que el YoungHeart ocupaba por tercera temporada consecutiva. Por esta razón, la Asociación de Fútbol de Nueva Zelanda le revocó la plaza de la primera división neozelandesa, por lo que Mosquera firmó con el Hawke's Bay United a mediados de 2013. En 2014 pasó al Palmerston North Marist. En 2016 firmó con el Kiwi de Samoa para duisputar la fase preliminar de la Liga de Campeones de la OFC.

### Clubes
| Club                    | País          | Año             |
| ----------------------- | ------------- | --------------- |
| Napier City Rovers      | Nueva Zelanda | ¿? - 2011       |
| YoungHeart Manawatu     | Nueva Zelanda | 2011 - 2013     |
| Hawke's Bay United      | Nueva Zelanda | 2013 - 2014     |
| Palmerston North Marist | Nueva Zelanda | 2014 - 2015     |
| Kiwi FC                 | Samoa         | 2016 - Presente |